# توغای کریم اوغلو
توغای کریم اوغلو (انگلیسی: Tugay Kerimoğlu؛ زاده ۲۴ اوت ۱۹۷۰) یک بازیکن فوتبال اهل ترکیه است.وی درتیم‌های گالاتسرای رنجرزوبلکبورن راورزبازی کرده‌است.وی سال‌های آخرفوتبال خودرادربلکبورن راورزسپری کرد.